# Martin Schoser
Martin Schoser (* 25. Mai 1962 in Köln) ist ein deutscher Politiker (CDU Nordrhein-Westfalen) und Verbandsfunktionär. Schoser war in der 15. Wahlperiode Abgeordneter des Landtags Nordrhein-Westfalen, seit 2018 ist er Geschäftsführer der Landesarbeitsgemeinschaft für katholische Erwachsenen- und Familienbildung in Nordrhein-Westfalen e. V. Er ist Mitglied im Gesprächskreis für Landesorganisationen der Weiterbildung in NRW und stellv. Mitglied der Medienkommission der Landesanstalt für Medien NRW.

## Leben
Martin Schoser wurde in Köln geboren. Sein Abitur machte er 1981 am dortigen Apostelgymnasium. Danach absolvierte er seinen Wehrdienst, dann ein Studium der Betriebswirtschaftslehre an der Universität Bayreuth und der Universität zu Köln von 1983 bis 1987, das er als Diplom-Kaufmann abschloss. Danach folgte eine Promotion zum Dr. rer.pol. am Lehrstuhl für Sozialpolitik an der Universität zu Köln in 1995. 
Seit 1988 war Schoser im Bildungszentrum Schloss Eichholz der Konrad-Adenauer-Stiftung, im Bundesministerium für Bildung und Forschung, in Wirtschaftsunternehmen (u. a. Duales System Deutschland – Der Grüne Punkt) und im Medienbereich (u. a. Deutsche Welle Akademie) tätig. Von 2012 bis 2018 war er Geschäftsführer des Bundes Katholischer Unternehmer (BKU). Von 2013 bis 2018 war er Lehrbeauftragter der FOM Hochschule für Oekonomie und Management u. a. für Wirtschaftsethik in Köln und Bonn. 
Schoser ist verheiratet und hat sechs Kinder. Er ist Sohn des Verbandsfunktionärs Franz Schoser.

### Politik
Schoser ist seit 1990 Mitglied der CDU. Er ist Vorsitzender des CDU-Ortsverbandes Lindenthal und stellvertretender Vorsitzender des CDU-Stadtbezirks Lindenthal.
Von 1999 bis 2010 und von 2014 bis 2020 war Schoser Mitglied des Rates der Stadt Köln. Dort war er von 1999 bis 2009 Vorstandsmitglied der CDU-Ratsfraktion, von 2004 bis 2009 wirtschafts- und medienpolitischer Sprecher der Fraktion und ab 2009 Vorsitzender des Bauausschusses und des Betriebsausschusses Gebäudewirtschaft. Von 2014 bis 2020 war er Aufsichtsratsvorsitzender der Kölner Sportstätten GmbH. Zwischen 1999 und 2020 war er Mitglied der Landschaftsversammlung Rheinland und dort Sprecher im Betriebsausschuss der Jugendhilfe Rheinland. 
Schoser ist weiterhin in der Lokal- und Regionalpolitik aktiv, etwa als sachkundiger Einwohner im Bauausschuss der Stadt Köln und als sachkundiger Bürger im Betriebsausschuss der LVR-Jugendhilfe Rheinland.
Bei der Landtagswahl in Nordrhein-Westfalen 2010 trat Schoser erstmals für den Landtag Nordrhein-Westfalen an. Mit 38 % der Erststimmen gewann er das Direktmandat im Landtagswahlkreis Köln II, der den Stadtbezirk Köln-Lindenthal umfasst. Neben Mitgliedschaften in den Ausschüssen Innovation, Wissenschaft, Forschung und Technologie, Haupt- und Medienausschuss und Klimaschutz, Umwelt, Naturschutz, Landwirtschaft und Verbraucherschutz war er in Düsseldorf Beauftragter für Naturschutz der CDU-Landtagsfraktion und Vorstandsmitglied im Parlamentskreis Mittelstand.